# Niederbarnimer Eisenbahn

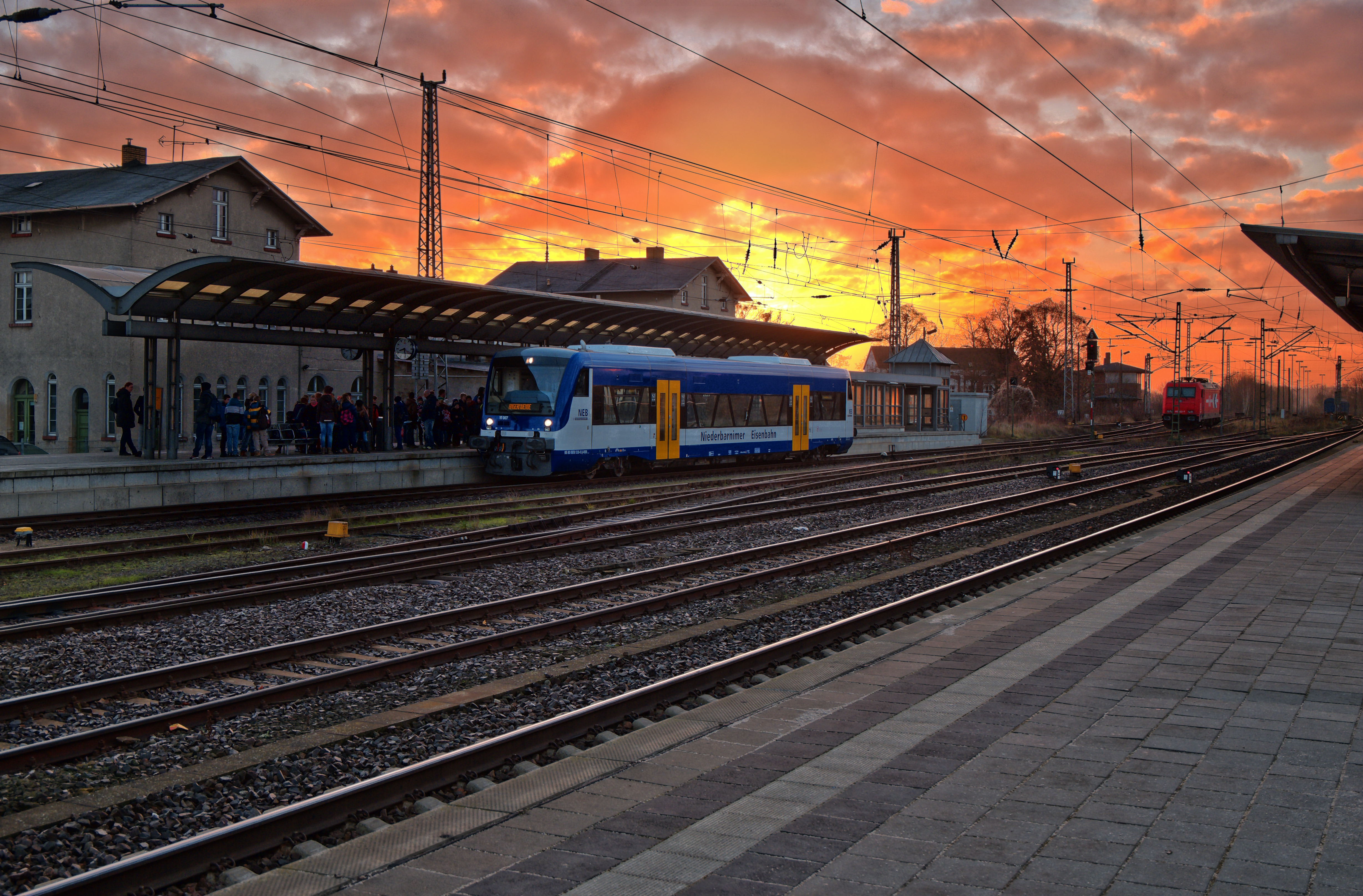
RegioShuttle der NEB im Dezember 2014 auf dem Bahnhof Angermünde

Die Niederbarnimer Eisenbahn AG (NEB) ist ein nichtbundeseigenes Eisenbahninfrastrukturunternehmen (EIU) mit Sitz in Berlin und Teil des Transportkonzerns Captrain Deutschland. Über die Tochtergesellschaft NEB Betriebsgesellschaft mbH ist sie auch als Eisenbahnverkehrsunternehmen (EVU) aktiv und betreibt schienengebundenen Personennahverkehr im Berliner Umland.

## Eigentumsstruktur
Größter Aktionär der Gesellschaft ist heute mit 66,92 Prozent die zur BEHALA und zur Captrain Deutschland gehörende Industriebahn-Gesellschaft Berlin GmbH (IGB). Ebenso Anteilseigner sind der Städte- und Gemeindebund sowie der Landkreistag Brandenburg mit zusammen 6,16 Prozent, die Landkreise Oberhavel, Barnim, Märkisch-Oderland und Oder-Spree mit zusammen 26 Prozent sowie zahlreiche Gemeinden entlang der Bahnstrecke mit den übrigen 0,92 Prozent.

## Infrastruktur der NEB
Die Stammstrecke der NEB war seit 1901 die sogenannte Heidekrautbahn vom Bahnhof Berlin-Wilhelmsruh (früher Reinickendorf-Rosenthal) über Basdorf und Klosterfelde nach Groß Schönebeck mit einem Abzweig von Basdorf über Wensickendorf nach Liebenwalde. Als EIU betreibt die Niederbarnimer Eisenbahn AG heute diese Abschnitte, mit Ausnahme eines durch den Mauerbau unterbrochenen Teilstücks bei Berlin-Wilhelmsruh. Die Strecke von Basdorf in Richtung Wilhelmsruh wird nur für den Güterverkehr (Anschluss für Stadler Pankow GmbH) genutzt. Der Streckenabschnitt Wensickendorf–Liebenwalde ist zurzeit ohne Verkehr. Daneben betreibt die NEB die um 1950 von der Deutschen Reichsbahn gebauten Streckenabschnitte vom Bahnhof Berlin-Karow (ausschließlich des Bahnhofsbereich) nach Basdorf und von Wensickendorf nach Schmachtenhagen.
Der Gesellschaft gehört seit 1925 auch die Industriebahn Tegel–Friedrichsfelde. Diese verband den gesamten Nordosten Berlins ursprünglich mit dem Hafen in Tegel, der Nordbahn sowie der Kremmener Bahn, der Stettiner Bahn und der Ostbahn. Die Industriebahn wurde in Teilen noch bis in die 1990er Jahre intensiv für den Güterverkehr genutzt, da an ihren Anschlussgleisen viele wichtige Industriewerke und Fabriken Ostberlins lagen, unter anderem Stern-Radio und NILES Werkzeugmaschinen GmbH. Weiterhin gab es eine Verbindung zum Magerviehhof Friedrichsfelde und zum nördlichen französischen Sektor von Berlin sowie mehrere Anschlüsse an das Netz der Deutschen Bahn.

## Regionalverkehr

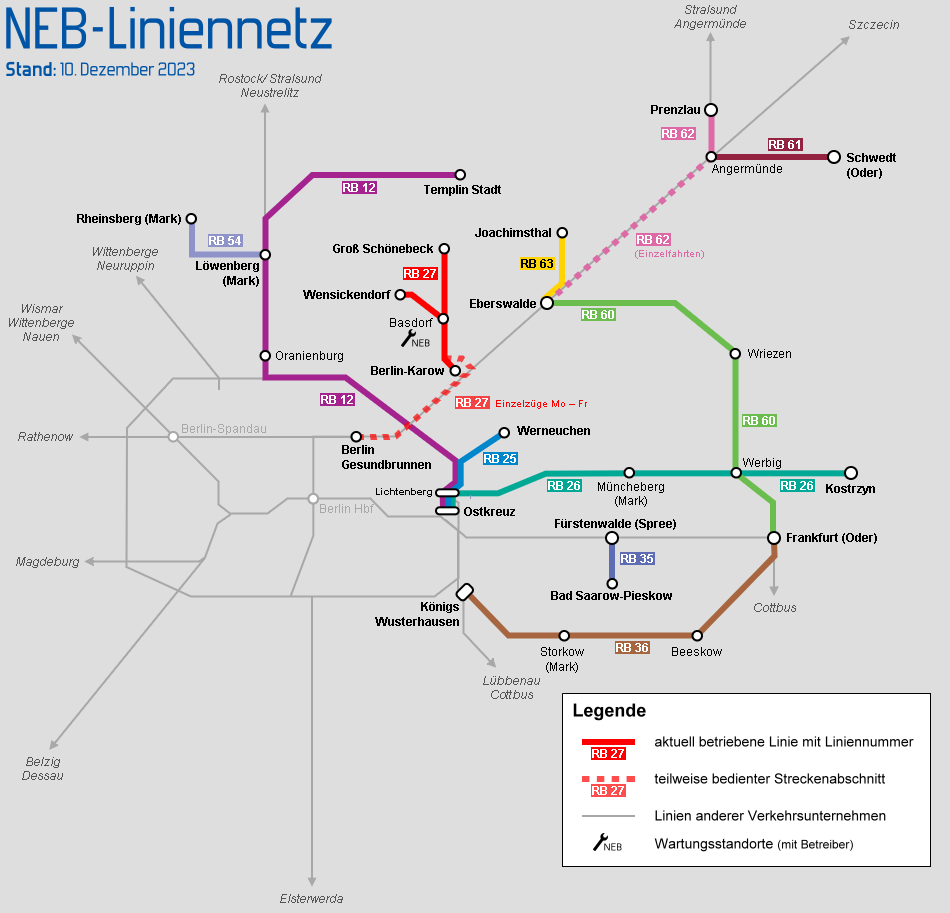
Aktuelles Liniennetz der NEB Betriebsgesellschaft

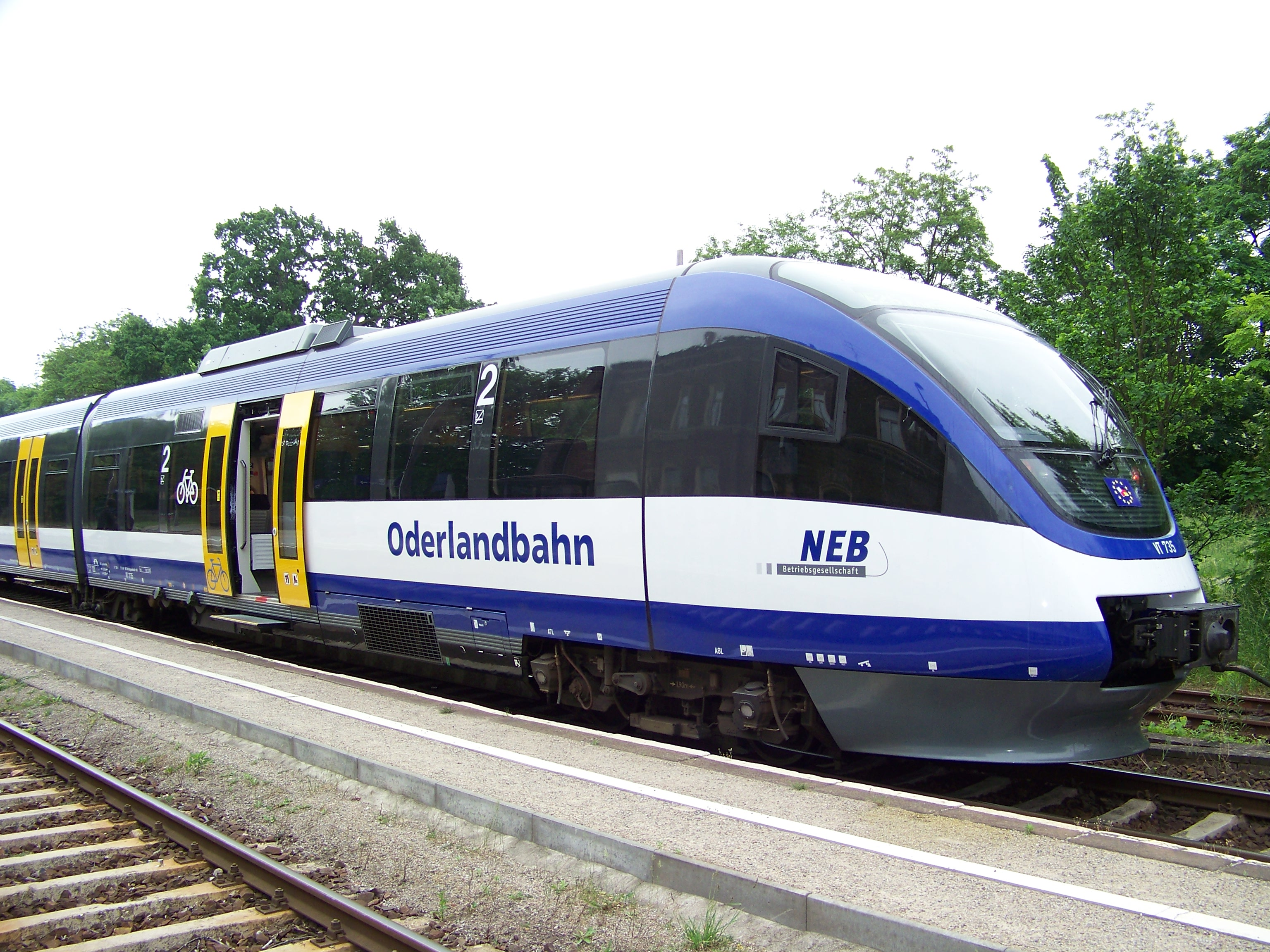
VT 735 im Bahnhof Seelow-Gusow

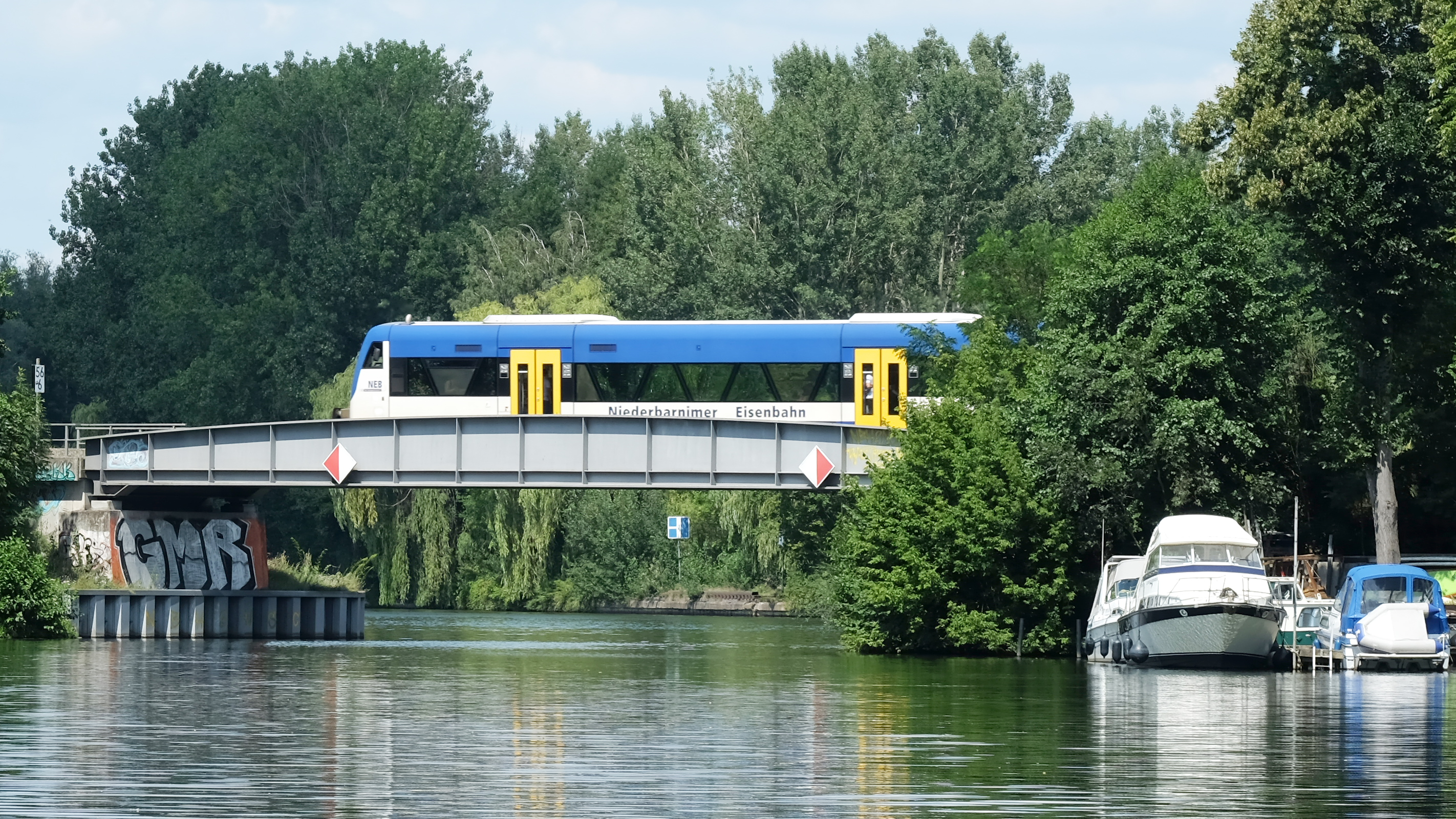
Regioshuttle der Linie RB 36 im Juli 2024 über die Dahme in Niederlehme

Als EVU betätigt sich die Niederbarnimer Eisenbahn im Schienenpersonennahverkehr im Raum Berlin und Ostbrandenburg. Seit Dezember 2005 betreibt die NEB Betriebsgesellschaft mbH, eine Tochtergesellschaft der Niederbarnimer Eisenbahn AG, den Regionalverkehr zwischen Karow über Basdorf nach Groß Schönebeck und über Basdorf nach Wensickendorf auf der Heidekrautbahn, am Wochenende verlängert bis Schmachtenhagen (Linie RB 27, bis 2012 NE 27). Zwischen dem 16. April 2007 und dem 31. Dezember 2007 führte die NEB einen befristeten Probebetrieb an Werktagen mit jeweils vier Zugpaaren vormittags und nachmittags zwischen Wensickendorf und Zehlendorf (b Oranienburg) durch. Mangels Nachfrage wurde dieser wieder eingestellt.
Ebenso betreibt die Niederbarnimer Eisenbahn als Gewinnerin einer Betriebsausschreibung des Verkehrsverbundes Berlin-Brandenburg (VBB) den Betrieb auf der Ostbahn zwischen Berlin-Lichtenberg und Küstrin in Polen. Die Strecke befuhr bis 2006 die DB Regio. Die NEB übernahm den Betrieb bis 2014 unter dem Markennamen „Oderlandbahn“ beziehungsweise der Liniennummer RB 26 (bis 2012 NE 26).
Auf beiden Linien setzt die NEB Triebwagen der Bauart Talent von Bombardier ein, die im Bahnbetriebswerk in Basdorf beheimatet sind und dort auch instand gehalten werden. Wie die anderen Verkehrsunternehmen Brandenburgs und Berlins ist auch die Niederbarnimer Eisenbahn Partner im VBB, wobei dessen Beförderungsbedingungen gelten und die Fahrscheine anerkannt werden. Die NEB betrieb 2006/07 1,01 Prozent aller Beförderungsleistungen (in Zugkilometern) im VBB.
Zur Entlastung der wegen der S-Bahn-Krise eingeschränkt verkehrenden S-Bahnlinie 2 wurden ab Anfang 2011 werktags je drei Zugpaare im morgendlichen und nachmittäglichen Berufsverkehr von Berlin-Karow nach Berlin-Gesundbrunnen verlängert ohne Halt in Berlin-Karow. Dieses Angebot wurde schrittweise bis Ende 2011 ausgedehnt.
Am 12. Februar 2013 hat der Verkehrsverbund Berlin-Brandenburg im Auftrag der Länder Berlin und Brandenburg den Zuschlag für das sogenannte „Netz Ostbrandenburg“ an die Niederbarnimer Eisenbahn erteilt. Ab Dezember 2014 wurden fünf Linien und ab Dezember 2015 weitere vier Linien übernommen. Eingesetzt werden neben den bereits bekannten Talent auch Regio-Shuttle sowie überwiegend auf der RB 26 Neufahrzeuge von Typ Link.
Am 31. März 2014 hat der Verkehrsverbund Berlin-Brandenburg das „Netz Ostbrandenburg Vorlauf“ an die Niederbarnimer Eisenbahn vergeben. Damit wird die RB 25 seit Dezember 2014 durch die NEB betrieben. Auch die RB 26 war Bestandteil der Ausschreibung und bleibt bei der NEB. Zum Einsatz kommen die bekannten Talent.
Insgesamt erhöhte sich die Zahl der betriebenen Linien ab 13. Dezember 2015 auf elf.
Im Januar 2016 ist ein Talent-Triebwagen komplett abgebrannt. Zusätzlich sorgte die verspätete Zulassung für den Fahrzeugtyp Link für einen instabilen Betrieb. Seit dem Juni 2016 sind die zweiteiligen Fahrzeuge des Typs Link auf den Strecken der NEB unterwegs. Im Regelbetrieb werden diese auf den Linien RB 26 und RB 54 eingesetzt. Da der Hersteller Pesa für die dreiteiligen Triebzüge keinen Liefertermin nennen konnte, wurde die Bestellung von zwei dreiteiligen Fahrzeugen in vier zweiteilige Fahrzeuge umgewandelt. Bis zu deren Lieferung wurden ältere Gebrauchtfahrzeuge als Ersatz eingesetzt. Wegen Veränderungen gegenüber ersten Serie war eine erneute Zulassung durch das Eisenbahn-Bundesamt nötig, die erst im Dezember 2018 vorlag.
Von Dezember 2018 bis Dezember 2021 fand auf dem Streckenabschnitt Joachimsthal–Templin ein Probebetrieb im Zweistundentakt statt. Anliegergemeinden und der Verkehrsverbund Berlin-Brandenburg wollten damit prüfen, ob der im Dezember 2006 abbestellte Streckenabschnitt wieder regulären Personennahverkehr erhalten kann. Aufgrund des abrupten Fahrgastschwundes durch den Corona-Virus wurde die Probezeit um ein Jahr, also bis Dezember 2022, verlängert. Trotz dieser Maßnahme blieben die Fahrgastzahlen so gering, dass der Probebetrieb nach vier Jahren wieder eingestellt wurde. Dies führte zu viel Kritik, da in den Fahrgastauswertungen auch die Zeit während der Corona-Pandemie mitberechnet wurden. Dafür wurde ab Sommer 2023 ein neuer „PlusBus-Ring“ eingeführt, welcher fast parallel zur alten Bahnstrecke verkehrt.
Zum 4. September 2023 wurde auf dem Tesla-Shuttle der Betrieb aufgenommen. Dieser verbindet angelehnt an die Schichtzeiten in einem unregelmäßigen Takt den Bahnhof Erkner mit dem neu errichteten Bahnhof Fangschleuse Tesla Süd. Zum Einsatz kamen dreiteilige Talente, teilweise in Doppeltraktion. Die Mitfahrt ist kostenlos möglich. Seit April 2024 verkehrt der erste Zug des Tages ab Berlin-Lichtenberg. Der zum 14. Juni 2024 endende Vertrag konnte seitens der NEB nicht verlängert werden, da an den LINK-Fahrzeugen der ersten Lieferserie die Hauptuntersuchungen durchgeführt werden mussten und deshalb keine Fahrzeuge mehr für den Shuttlezug zur Verfügung standen. Im August 2024 wurde der Verkehr wieder mit einem batterieelektrischen Fahrzeug vom Typ Mireo Smart Plus B aufgenommen.
Zum Fahrplanwechsel im Dezember 2024 hat die Niederbarnimer Eisenbahn den Betrieb im Netz Ostbrandenburg II aufgenommen. Das Liniennetz hat sich hierbei im Vergleich zum vorherigen Netz Ostbrandenburg (2014–2024), welches ebenfalls durch die Niederbarnimer Eisenbahn betrieben wurde, nicht verändert. Das Angebot an sich wurde auf den einzelnen Linien zum Teil aber deutlich ausgeweitet. So ist es mit dem Fahrplanwechsel im Dezember 2024 zu diversen Taktverdichtungen und verlängerten Betriebszeiten gekommen. Zum Einsatz kommen Neufahrzeuge mit alternativen Antrieben, die stufenweise bis zum dritten Quartal 2025 eingeführt werden.[veraltet]

### Aktueller Betrieb
| Linie | Zuglauf                                                                                       | Zuglauf                                                                                       | Vertragslaufzeit              | Fahrzeuge          | Takt (min)                                          |
| ----- | --------------------------------------------------------------------------------------------- | --------------------------------------------------------------------------------------------- | ----------------------------- | ------------------ | --------------------------------------------------- |
| RB 12 | Berlin Ostkreuz – Berlin-Lichtenberg – Oranienburg – Löwenberg (Mark) – Templin Stadt         | Berlin Ostkreuz – Berlin-Lichtenberg – Oranienburg – Löwenberg (Mark) – Templin Stadt         | Dezember 2024 – Dezember 2036 | Mireo Plus B       | 60                                                  |
| RB 25 | Berlin Ostkreuz – Berlin-Lichtenberg – Ahrensfelde – Werneuchen                               | Berlin Ostkreuz – Berlin-Lichtenberg – Ahrensfelde – Werneuchen                               | Dezember 2024 – Dezember 2036 | Mireo Plus B       | 30 (Mo–Fr) durch DB Regio 60 (Sa–So) durch DB Regio |
| RB 26 | Berlin Ostkreuz – Berlin-Lichtenberg – Strausberg – Werbig – Kostrzyn (– Gorzów Wielkopolski) | Berlin Ostkreuz – Berlin-Lichtenberg – Strausberg – Werbig – Kostrzyn (– Gorzów Wielkopolski) | Dezember 2024 – Dezember 2036 | Pesa Link          | 60                                                  |
| RB 26 | Berlin-Lichtenberg – Strausberg – Müncheberg                                                  | Berlin-Lichtenberg – Strausberg – Müncheberg                                                  | Dezember 2024 – Dezember 2036 | Mireo Plus B       | 60 (Verstärker)                                     |
| RB 27 | (Berlin-Gesundbrunnen –) Berlin-Karow – Basdorf –                                             | Wensickendorf (– Schmachtenhagen [Wochenende])                                                | Dezember 2024 – Dezember 2036 | Mireo Plus H       | 60                                                  |
| RB 27 | (Berlin-Gesundbrunnen –) Berlin-Karow – Basdorf –                                             | Klosterfelde – Groß Schönebeck                                                                | Dezember 2024 – Dezember 2036 | Mireo Plus H       | 30-120                                              |
| RB 35 | Fürstenwalde (Spree) – Bad Saarow-Pieskow                                                     | Fürstenwalde (Spree) – Bad Saarow-Pieskow                                                     | Dezember 2024 – Dezember 2036 | Mireo Plus B       | 60                                                  |
| RB 36 | Königs Wusterhausen – Beeskow – Frankfurt (Oder)                                              | Königs Wusterhausen – Beeskow – Frankfurt (Oder)                                              | Dezember 2024 – Dezember 2036 | Mireo Plus B       | 60                                                  |
| RB 54 | Löwenberg (Mark) – Herzberg (Mark) – Rheinsberg (Mark)                                        | Löwenberg (Mark) – Herzberg (Mark) – Rheinsberg (Mark)                                        | Dezember 2024 – Dezember 2036 | Mireo Plus B       | 120                                                 |
| RB 60 | Eberswalde – Wriezen – Werbig – Frankfurt (Oder)                                              | Eberswalde – Wriezen – Werbig – Frankfurt (Oder)                                              | Dezember 2024 – Dezember 2036 | Mireo Plus B       | 60                                                  |
| RB 61 | Angermünde – Schwedt (Oder)                                                                   | Angermünde – Schwedt (Oder)                                                                   | Dezember 2024 – Dezember 2036 | Mireo Plus B       | Ergänzung des RE 3 zu Stundentakt                   |
| RB 62 | Prenzlau – Angermünde ( – Eberswalde)                                                         | Prenzlau – Angermünde ( – Eberswalde)                                                         | Dezember 2024 – Dezember 2036 | Mireo Plus B       | Ergänzung des RE 3 zu Stundentakt                   |
| RB 63 | (Berlin-Gesundbrunnen-) Eberswalde – Joachimsthal                                             | (Berlin-Gesundbrunnen-) Eberswalde – Joachimsthal                                             | Dezember 2024 – Dezember 2036 | Mireo Plus B       | 60 durch DB Regio                                   |
| TES   | (Berlin-Lichtenberg –) Erkner – Fangschleuse Tesla Süd                                        | (Berlin-Lichtenberg –) Erkner – Fangschleuse Tesla Süd                                        | Dezember 2024 – Dezember 2036 | Mireo Smart Plus B | kein Taktfahrplan, in der Regel 1-2 Mal pro Stunde  |

### Zukünftiger Betrieb
| Linie | Zuglauf                      | Zuglauf                      | Vertragslaufzeit        | Fahrzeuge    | Takt (min) |
| ----- | ---------------------------- | ---------------------------- | ----------------------- | ------------ | ---------- |
| RB 28 | Berlin-Wilhelmsruh – Basdorf | Berlin-Wilhelmsruh – Basdorf | voraussichtlich ab 2026 | Mireo Plus H | 30-60      |

## Geschichte

### Zwischen Gründung und Zweitem Weltkrieg

Genußrechts-Urkunde über 100 RM der Reinickendorf-Liebenwalde-Gross Schönebecker Eisenbahn-AG vom 1. April 1926

Die Anrainergemeinden der Heidekrautbahn gründeten die Gesellschaft zunächst unter dem Namen Reinickendorf-Liebenwalder-Groß-Schönebecker Eisenbahn AG. Seit 1927 heißt sie Niederbarnimer Eisenbahn AG. Am 21. Mai 1901 wurde der Personenverkehr zwischen Bahnhof Berlin-Wilhelmsruh (Klbf) und Liebenwalde beziehungsweise Groß Schönebeck eröffnet. Am 1. Juli 1925 kam auch die Industriebahn Tegel–Friedrichsfelde, eröffnet 16. Dezember 1907, mit 26 km Streckenlänge in den Besitz der Gesellschaft. Der erste Betriebsführer der Bahn war Regierungsbaumeister a. D. August Steinfeld.
Im Jahr 1943 war die Stadt Berlin Hauptaktionär mit rund 67 Prozent des Kapitals, weitere Aktionäre waren der Kreis Niederbarnim (26 Prozent), die Provinz Brandenburg (6 Prozent) und anliegende Gemeinden. Sitz der Gesellschaft war bis Ende des Krieges das Bürohaus in Berlin-Wilhelmsruh, Fontanestraße 31. Betriebsstelle der Bahn war zunächst der Bahnhof Berlin-Wilhelmsruh, später der Bahnhof Basdorf. Bereits in den 1930er Jahren hatte die Heidekrautbahn eine derartige Bedeutung, dass die Elektrifizierung der Strecke geplant war.

### Enteignung durch die DDR und Mauerbau
Nach dem Krieg spurte die sowjetische Besatzungsmacht den Abschnitt Magerviehhof–Weißensee Industriebahn der Industriebahn Tegel–Friedrichsfelde 1945 kurzzeitig auf Breitspur um. Zum 1. Juli 1950 übernahm die Deutsche Reichsbahn den Betrieb der Industriebahn, soweit diese in Ostberlin lag. Auch in Berlin (West) betrieb die Deutsche Reichsbahn die Gleise, da die alliierten Eisenbahnbetriebsrechte laut Potsdamer Abkommen der UdSSR zustanden und diese damit die Reichsbahn beauftragte.
Weil private Bahnen in Berlin (West) von dieser Regelung ausgenommen waren, verblieb die Niederbarnimer Eisenbahn im Status einer Aktiengesellschaft, die DDR enteignete diese nicht; grundsätzlich ist dieses Detail bis heute umstritten. Auf diese Weise sicherte sich die Deutsche Reichsbahn und die DDR, die, teilweise über die Gemeinden, Mitanteilseigner der Aktiengesellschaft war, vermutlich den Zugriff und die Betriebsführung des westlichen Teils der Tegeler Industriebahn. Die „Verwaltung und Nutznießung“ der Heidekrautbahn musste mit Vertrag vom 28./29. Juni 1950 zum 1. Juli 1950 auf die Deutsche Reichsbahn übertragen werden. Am 1. Juli 1959 übernahm die Reichsbahn auch das Streckennetz. Die Aktiengesellschaft musste ihr Vermögen der Reichsbahn unentgeltlich überlassen. Ein Passus im Vertrag sah vor, dass dieser nach der Wiedervereinigung neu verhandelt werden müsse, wozu es nach der Wiedervereinigung 1990 kam.
Der Bau der Berliner Mauer 1961 unterbrach den durchgehenden Verkehr zwischen Wilhelmsruh und Liebenwalde und Groß Schönebeck. Die DDR ließ die Verbindungen abbauen und die im Grenzstreifen befindlichen Gleisanlagen stilllegen. Die Verbindung zur Nordbahn war nun getrennt, die Züge verkehrten zunächst noch ab Wilhelmsruh, ab dem 9. November 1961 nur noch von Schildow, später dann wieder von Berlin-Blankenfelde, bis dieser südliche Abschnitt der Bahn am 27. Mai 1983 für den Personenverkehr endgültig stillgelegt war.

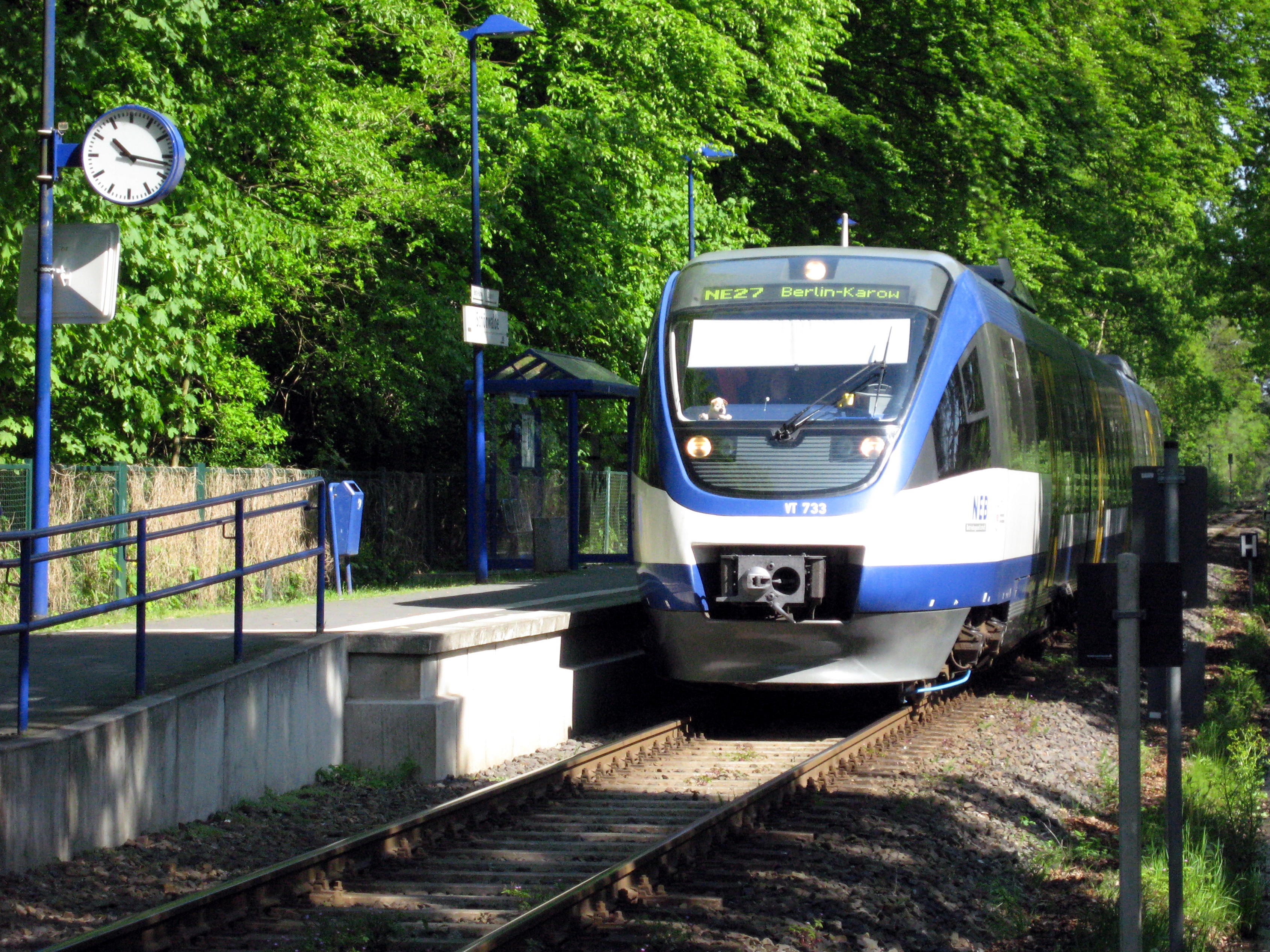
Talent-Triebzug der NEB am Haltepunkt Schönwalde (Barnim)

Kurze Zeit nach dem Mauerbau ließ die Deutsche Reichsbahn die Verkehrsführung der Heidekrautbahn über die bestehende Umgehungsbahn Berlin-Karow–Basdorf, einer Anschlussbahn, die zum ursprünglichen Güteraußenring gehörte, wieder an das Berliner S-Bahn-Netz anschließen. Zu diesem Zweck war in Berlin-Blankenburg am Gütergleis ein Behelfsbahnsteig errichtet. Seit dem 3. Februar 1976 wendeten die Züge dort und wurden direkt ab dem S-Bahnhof Karow eingesetzt. Von diesem Zeitpunkt an war es möglich, direkt aus der S-Bahn am selben Bahnsteig in die Heidekrautbahn umzusteigen. Infolgedessen ließ die Deutsche Reichsbahn auch zwei neue Unterwegsbahnhöfe, Schönwalde und Schönerlinde, errichten. Nach Norden war die Strecke über die Verbindungsbahn Wensickendorf–Oranienburg an das Netz der Deutschen Reichsbahn angeschlossen.
Der Vorstand der NEB war bereits in den 1950er Jahren nach Berlin (West) umgezogen, der Firmensitz befand sich in einem Bürohaus am Westhafen. Von dort verwaltete ein Rechtsanwalt die Gesellschaft treuhänderisch, ein Unikum in der Wirtschaftsgeschichte der DDR.

### Wiedervereinigung und Betriebsaufnahme
Die Wiedervereinigung hatte große Auswirkungen auf die NEB. Diese konnte 1993 erstmals wieder Eisenbahnaktivitäten im Güterverkehr auf der Strecke zwischen Wilhelmsruh und Basdorf durchführen. Wichtiger jedoch war, dass der zwischen der Deutschen Reichsbahn und der Niederbarnimer Eisenbahn abgeschlossene Vertrag zur Geltung kam, da ein Passus vorsah, die Enteignung der Heidekrautbahn rückgängig zu machen. Die Rückübertragung konnte nach langwierigen Verhandlungen zwischen der Niederbarnimer Eisenbahn und der Deutschen Bahn AG als rechtlicher Nachfolgerin der Deutschen Reichsbahn zum 1. September 1998 abgeschlossen werden.

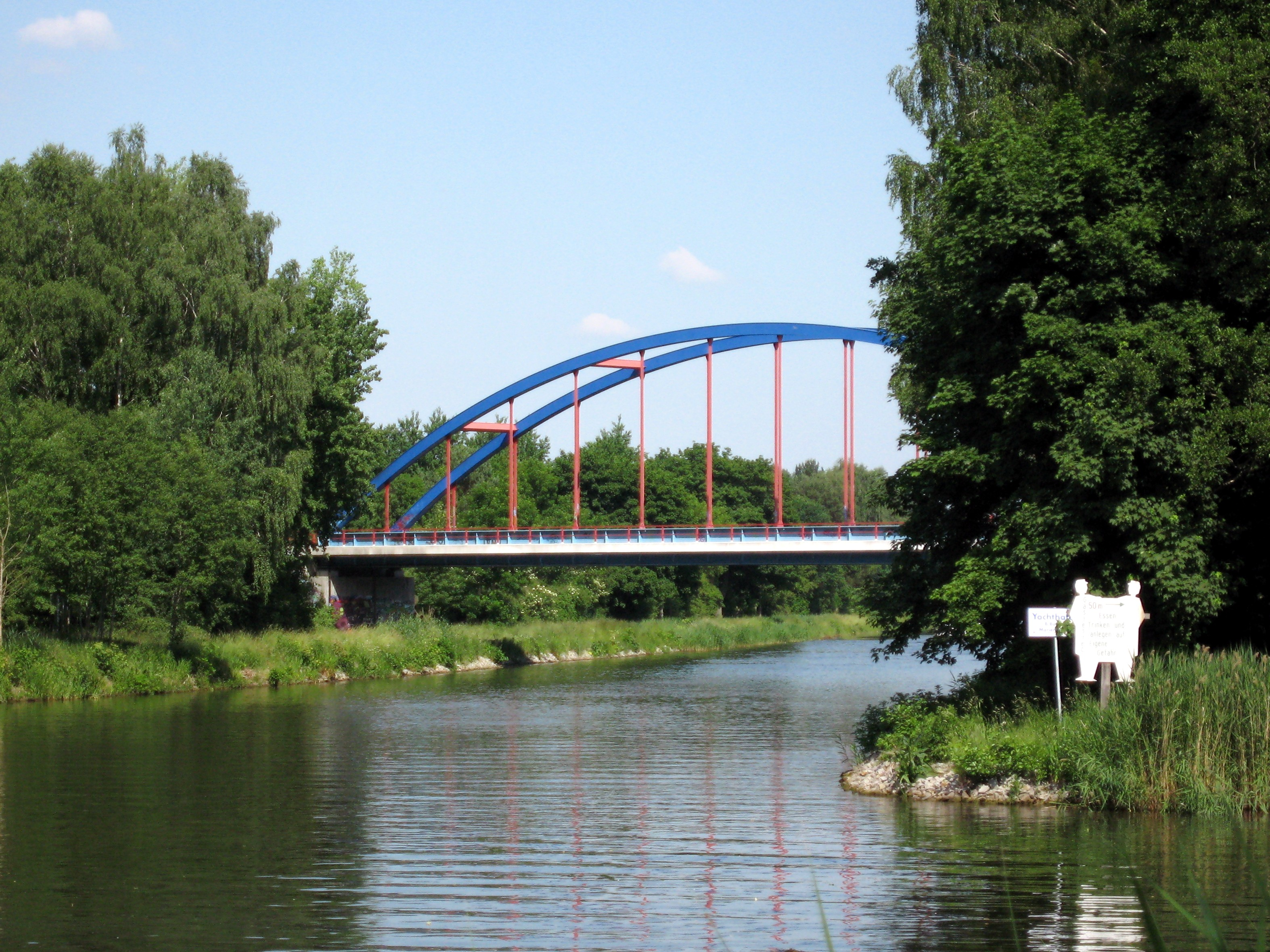
Neue Brücke über den Oder-Havel-Kanal (Zerpenschleuse)

Den Regionalverkehr auf der Heidekrautbahn führte weiterhin die Deutsche Bahn durch, sodass diese Trassengebühren an ein privates EIU zahlen musste. Die NEB erwarb zum 1. Juli 2000 die Umfahrungsbahn Karow–Basdorf und den Abschnitt Wensickendorf–Schmachtenhagen von der Deutschen Bahn AG. Zwischen 1999 und 2002 investierte die NEB insgesamt etwa 17 Millionen Euro in die Sanierung und den Ausbau der Heidekrautbahn, unter anderem in die Sanierung der Brücke über die Havel-Oder-Wasserstraße bei Zerpenschleuse.
Die NEB gewann 2004 die Ausschreibung der Heidekrautbahn durch den Verkehrsverbund Berlin-Brandenburg und konnte so, nach 55 Jahren, ab Dezember 2005 wieder selbstständig den Betrieb auf der eigenen Infrastruktur übernehmen. Um die gesetzlich vorgeschriebene Trennung von Fahrweg und Betrieb zu gewährleisten, gründete die NEB am 17. Dezember 2004 die Tochtergesellschaft NEB Betriebsgesellschaft mbH, die als EVU den Zugbetrieb durchführt. Die Muttergesellschaft Niederbarnimer Eisenbahn AG bleibt als EIU weiterhin für die Infrastruktur verantwortlich.

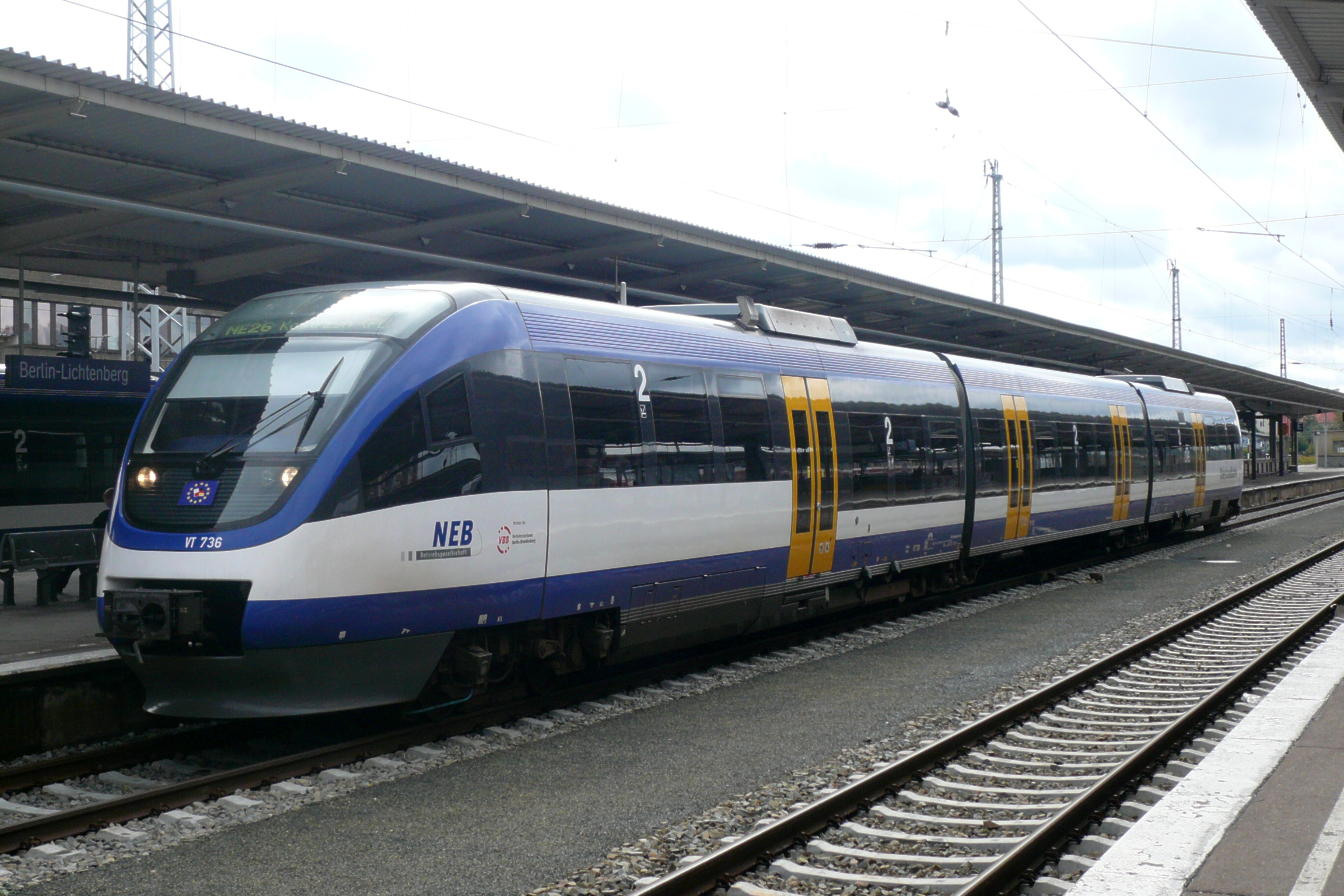
Zug der „Oderlandbahn“ im Bahnhof Berlin-Lichtenberg

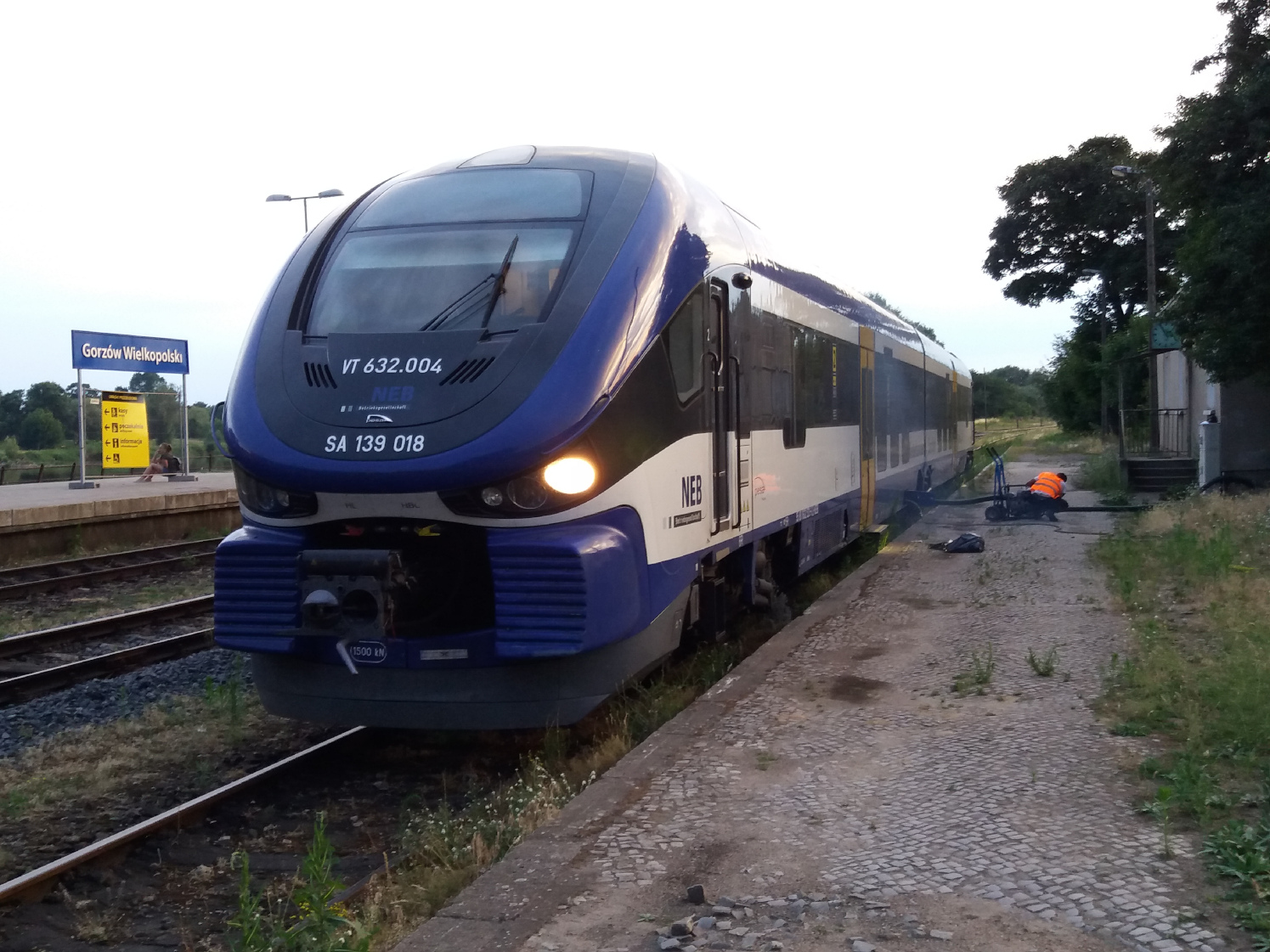
NEB VT 632.004 / SA139 018 in Gorzów Wlkp. – der Behälter der Toilette wird mit einer Motorpumpe geleert.

Dies war die Grundlage dafür, dass die Tätigkeiten der NEB über die eigenen Strecken ausgedehnt werden konnten. So beteiligte sich die Niederbarnimer Eisenbahn auch bei anderen Ausschreibungen des VBB. Bei der Ausschreibung des grenzüberschreitenden Regionalverkehrs zwischen Berlin-Lichtenberg und dem polnischen Küstrin (Kostrzyn nad Odrą) gewann die NEB die Betriebsrechte gegen den Konkurrenten DB Regio für acht Jahre, von Dezember 2006 bis Dezember 2014. Nach zahlreichen Verhandlungen mit der polnischen Eisenbahnbehörde UTK konnte die Niederbarnimer Eisenbahn den Betrieb mit Talenttriebwagen unter dem Titel „Oderlandbahn“ zum 10. Dezember 2006 aufnehmen. Die Infrastruktur der Strecke gehört auf deutschem Gebiet DB Netz.
Auch die abzweigenden Strecke nach Wensickendorf wurde mit 2,3 Millionen Euro für eine Streckengeschwindigkeit von 50 km/h auf 80 km/h ertüchtigt. Dazu wurden der NEB im Juli 2010 1,7 Millionen Euro Fördermittel aus dem EU-Strukturfonds EFRE bereitgestellt.

## Fahrzeuge

### Dieseltriebzüge
Für den Betrieb auf der Heidekrautbahn ab Dezember 2005 beschaffte die NEB vier dreiteilige Triebwagen vom Typ Talent. Weitere vier Fahrzeuge folgten ein Jahr darauf für die Oderlandbahn.
Für das Netz Ostbrandenburg sind insgesamt 15 Regio-Shuttle beschafft worden, die zuvor für die Mitteldeutsche Regiobahn im Einsatz gewesen sind. Im Rahmen dieser Ausschreibung sind auch die ersten sieben zweiteiligen Fahrzeuge vom Typ Pesa Link beschafft worden, deren Zulassung sich bis Mitte 2016 verzögert hat. Weitere vier zweiteilige Link-Triebzüge (Umwandlung der Bestellung aus zwei dreiteiligen Fahrzeugen) folgten im Jahr 2018.
Die in der Regel dreiteiligen Triebwagen vom Typ Talent kamen vor allem auf den Linien RB 12, RB 25, RB 26 und RB 27 zum Einsatz. Die Triebwagen vom Typ Regio-Shuttle verkehrten auf den weniger stark frequentierten Linien RB 35, RB 36, RB 60, RB 61, RB 62 und RB 63. Die Züge vom Typ Link verkehrten auf der Linie RB 12, RB 25, RB 26 und RB 54.
Zwischenzeitlich waren etliche Leihfahrzeuge verschiedener Typen für die Niederbarnimer Eisenbahn im Einsatz, so u. a. drei Stadler GTW der Ostdeutschen Eisenbahn, ein VT 628 der Taunusbahn und etliche zwei- und dreiteilige Talent-Triebzüge verschiedener Vermieter.
Zum Fahrplanwechsel im Dezember 2024 sollten die Talent- und Regio-Shuttle-Triebwagen vollständig durch die neuen Siemens Mireo-Fahrzeuge ersetzt werden. Dies geschieht wegen Lieferverzögerungen nun schrittweise bis Herbst 2025. Bis dahin sind die Bestandsfahrzeuge weiter im Einsatz. Nach der Rückgabe einzelner Regio-Shuttle seit Dezember 2024 ist zum 30. Juni 2025 der Mietvertrag für die restlichen Fahrzeuge ausgelaufen, sodass die verbliebenen Fahrzeuge zu diesem Tag aus dem Verkehr gezogen worden sind.
Im Dieselbetrieb verbleibt ausschließlich die Linie RB 26 mit Fahrzeugen vom Typ Link, da nur diese eine Zulassung für die grenzüberschreitende Fahrt ins polnische Gorzów besitzen. Die Fahrten bis Gorzów wurden wegen des Neubaus der Oderbrücke aus dem Fahrplan genommen und sollen nach erfolgter Hauptuntersuchung an den Fahrzeugen wieder durchgeführt werden. Bis dahin verkehren die Züge nur zwischen Berlin und Kostrzyn.

### Umstellung auf Batterie-Hybrid-Triebzüge

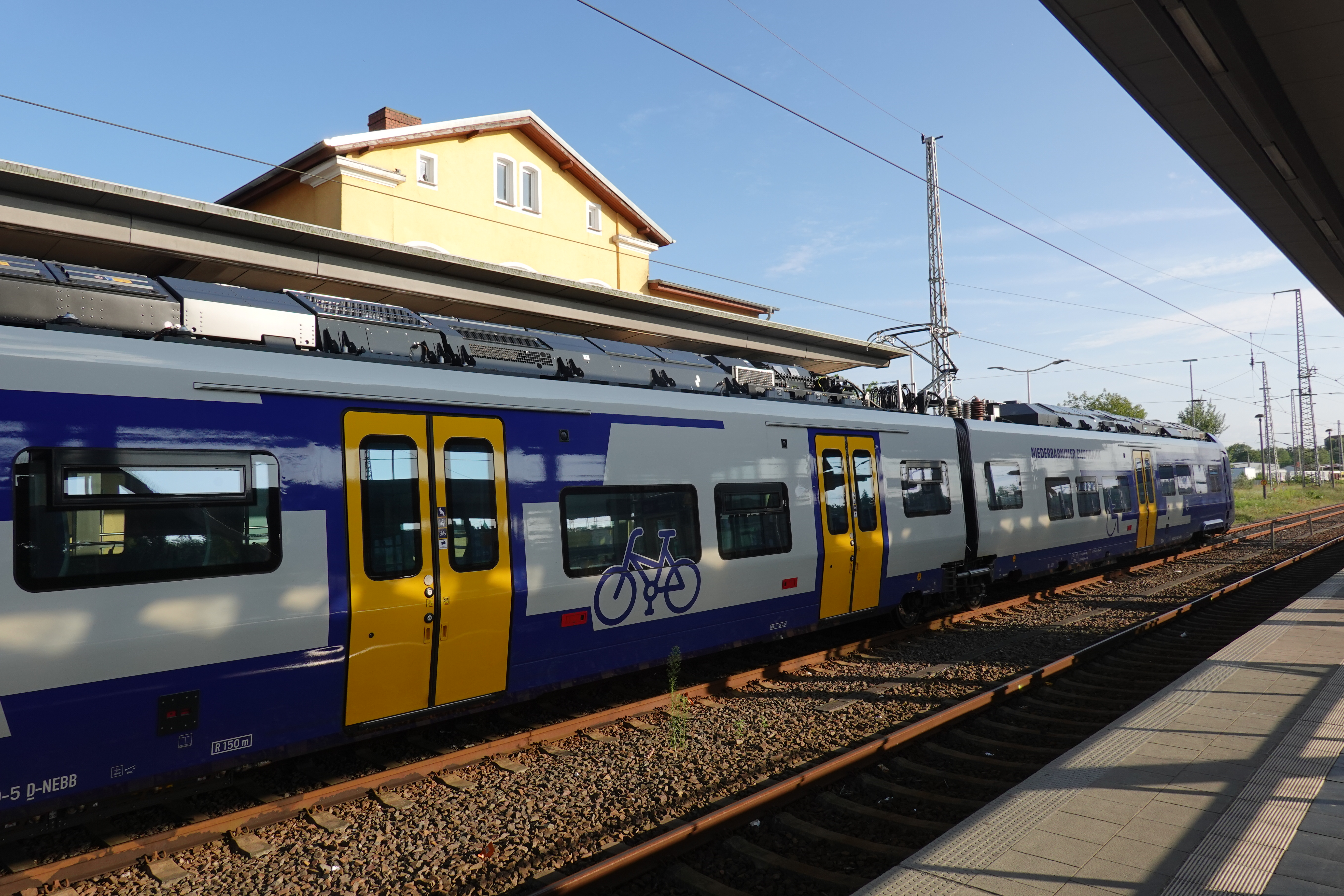
Siemens Mireo Plus B in Eberswalde Hbf (2025)

Ende 2021 bestellte das Unternehmen 31 Triebzüge des Typs Siemens Mireo Plus B, die ab 2024 stufenweise zum Einsatz kommen sollen. Bei diesen Zügen handelt es sich um hybride Akku-Triebzüge, die sowohl mit Stromabnehmer als auch mit Batterien fahren können. Die Züge werden die bisher vorhandenen Dieseltriebzüge ersetzen und dabei pro Jahr ca. 4,4 Millionen Liter Diesel einsparen, womit auch die Kohlenstoffdioxidemissionen sinken. Da Teilstrecken elektrifiziert sind, werden die Züge auf diesen Abschnitten elektrisch fahren und die Batterien aus der Oberleitung laden, während sie auf den Abschnitten ohne Oberleitung batterieelektrisch fahren. Die Reichweite mit Batterien liegt bei mehr als 90 km. Die Züge speisen auch die beim Bremsen gewonnene Bremsenergie per Rekuperation zurück in die Batterien. Seit Dezember 2024 kommen die neuen Fahrzeuge bereits auf den Linien RB 25, RB 35 und RB 63 zum Einsatz. Die Umstellung weiterer Linien verzögert sich, da zum Fahrplanwechsel im Dezember 2024 nur sieben Neufahrzeuge geliefert waren. Anfang Februar 2025 wurde der erste Umlauf der Linie RB 36 auf den neuen Fahrzeugtyp umgestellt, bis Juni folgten die Linien RB 60, RB 61 und RB 62. Mit Stand 1. Juli 2025 sind 18 Fahrzeuge ausgeliefert. Mitte August stieg die Anzahl der ausgelieferten Fahrzeuge auf 26 Stück, sodass nun auch die Linie RB 12 mit den Neufahrzeugen bedient wird. Bis Ende August 2025 sollen die restlichen Fahrzeuge geliefert werden.

### Züge mit Brennstoffzellenantrieb
Für die Heidekrautbahn hat die Niederbarnimer Eisenbahn 2022 bei Siemens Mobility sieben Wasserstoff-Brennstoffzellen-Triebzüge vom Typ Mireo Plus H bestellt. Die erste Garnitur wurde Ende September 2024 auf einer Sonderfahrt von Basdorf nach Charlottenburg vorgestellt. Im Fahrgastbetrieb werden die Züge seit dem Fahrplanwechsel im Dezember 2024 auf der RB 27 (Heidekrautbahn) eingesetzt. Ursprünglich war der Einsatz bereits für Dezember 2023 geplant. Als Grund für den verzögerten Einsatzbeginn wurden veränderte Antragsfristen für Fördermittel aufgeführt. Ab 2026 sollen die Züge auch auf der reaktivierten Stammstrecke der Heidekrautbahn (RB 28) zum Einsatz kommen.

## Zukunft
Reaktivierung Stammstrecke Heidekrautbahn
Ab 2026 sollen wieder Züge auf der Heidekrautbahn zwischen Berlin-Wilhelmsruh und Basdorf verkehren. Dieses Projekt ist schon seit längerem in Planung, kam jedoch bis jetzt noch nicht zur Umsetzung. Es gehört mit zum VBB-Gemeinschaftsprojekt i2030. Die Strecke soll vorerst am bisherigen S-Bahnhof Berlin-Wilhelmsruh starten und über Berlin-Rosenthal, Schildow und Mühlenbeck zum Bahnhof Basdorf führen, welche als neue RB 28 geführt werden soll. Insgesamt sieben neue Halte soll es auf der Strecke geben. Später sollen dann die Züge über Berlin-Wilhelmsruh hinaus zum Bahnhof Berlin Gesundbrunnen verlängert werden. Dazu ist jedoch der Bau einer neuen Bahnstrecke parallel zur S-Bahn erforderlich. Wie auch der nördliche Abschnitt der Heidekrautbahn soll die Infrastruktur des südlichen Abschnittes ebenfalls der Niederbarnimer Eisenbahn AG gehören. Auf der Stammstrecke der Heidekrautbahn sollen nach Abschluss der Reaktivierungsmaßnahmen ebenso Züge des Types Siemens Mireo Plus H rollen.

## Unfälle
Am 6. Januar 2016 gegen 20:10 Uhr brannte ein Bombardier Talent in der Nähe des Bahnhofes Berlin-Wuhletal aus. Zuvor hatte ein Fahrgast auf der Fahrt der Regionalbahnlinie 26 von Berlin-Lichtenberg nach Küstrin zwischen den Bahnhöfen Biesdorf und Wuhletal einen Brandgeruch wahrgenommen und den Triebfahrzeugführer informiert. Ursache war eine Überhitzung in einem Schaltschrank. Ein Austausch des vermutlich brandverursachenden Schützes 6K4 war nie durchgeführt worden, obwohl das Wartungshandbuch des Fahrzeugherstellers dies nach acht Jahren empfohlen hatte. Der Schalter war zum Zeitpunkt des Vorfalls etwa elf Jahre in Betrieb.
Am 2. November 2024 gegen 21:50 Uhr brannte im Bahnhof Ahrensfelde ein Bombardier Talent aus noch ungeklärter Ursache aus. Verletzt wurde niemand.

## Kritik am Zugbetrieb der RegionalbahnlinieRB 26
Die NEB ist Betreiber der Regionalbahnlinie RB 26 des Verkehrsverbund Berlin-Brandenburg (VBB) zwischen dem polnischen Kostrzyn nad Odrą und Berlin-Ostkreuz. Seit der Inbetriebnahme von Fahrzeugen des Typs Pesa Link im Jahr 2016 kommt es auf der Strecke immer wieder zu Beeinträchtigungen des Zugbetriebs.
Trotz Bemühungen zur Stabilisierung des Betriebes, ist seit vielen Jahren keine Verbesserung der Situation erkennbar. Die Fahrgäste organisieren sich in einer Facebook-Gruppe, demonstrieren und haben im Juni 2023 eine Online-Petition gestartet. Im Sommer 2024 soll es mehrfach vorgekommen sein, dass Schüler wegen Überfüllung am Bahnsteig zurückgelassen wurden.
Mitte 2024 mussten zudem alle sieben Fahrzeuge vom Typ Link aus der ersten Lieferserie wegen der fälligen Hauptuntersuchung aus dem Verkehr gezogen werden. Trotz Bemühungen seitens der NEB fand sich kein Anbieter, welcher diese Untersuchung rechtzeitig durchführen konnte. Die fehlenden Fahrzeuge wirken sich seit dem massiv auf den Betrieb aus, sodass beispielsweise keine Fahrten in Mehrfachtraktion möglich sind. Im Herbst 2024 ist das erste Fahrzeug aus der Untersuchung zurückgekehrt.